# جيمس نولان
جيمس نولان (بالإنجليزية: James Nolan)‏ هو مترجم أمريكي، ولد في 1947.